# 福岡競輪場
福岡競輪場（ふくおか けいりんじょう）は、かつて福岡県福岡市に存在した競輪場。

## 概要
1950年4月に初開催。1周500m。なお、当競輪場初開催に併せて同年4月20日、西日本鉄道（西鉄）・多々良駅（現 貝塚駅）が、従前の農科裏信号所から昇格する形で設けられた。その後多々良駅は1954年3月5日に、競輪場前駅へと名称変更された。
当初は全国都道府県選抜競輪を1952年8月に開催するなど、全国の競輪場の中核を担う役割を果たしたが、1955年に当時の河野一郎農林大臣が出した答申（公営競技は原則、土・日の開催に限るなどの通達）の影響や、1953年に福岡競艇場ができた影響で次第に陰りが見えはじめた上に、周辺地域の人口の増加の影響も受け、1962年10月に廃止となった。その後当競輪場跡地には、貝塚交通公園が設けられた。
福岡競輪が開催されていた当時、レースとレースの合間に闘牛が行われていたこともあった。
なお、西鉄・競輪場前駅は1962年11月1日、当競輪場の廃止に伴い、貝塚駅へと名称変更され、今日に至っている。